# Jorge Perrone Galarza
Jorge Perrone Galarza (Guayaquil, 18 de agosto de 1931-Ibídem, 1 de marzo de 1994) fue un ingeniero civil ecuatoriano; ocupó el cargo de alcalde de Guayaquil por espacio de dos años, tres meses y diez días.

## Biografía

### Primeros años
Nació en Guayaquil, el 18 de agosto de 1931.
Curso sus estudios secundarios en el Colegio Nacional Vicente Rocafuerte, de la ciudad de Guayaquil, donde figuró como estudiante destacado por lo que se hizo merecedor a que su nombre conste en el cuadro de honor de dicho centro de educativo.
Realizó luego estudios universitarios, graduándose de ingeniero civil.

### Alcaldía
Fue designado Alcalde de su ciudad natal, desde el 5 de febrero de 1986 a 1988, tras una sesión extraordinaria del cabildo. Era concejal por el partido político Frente Radical Alfarista.
Transformó el botadero de basura de Guayaquil, en lo que hoy es la ciudadela Bellavista, y gestionó la protección de los cerros bosques de la ciudad y sus alrededores.
Propuso la construcción de una vía automotriz desde el sector de Las Peñas hasta Puerto Marítimo en el sur de Guayaquil, pero el empresario Luis Noboa Naranjo se opuso a esto al no querer retirar sus muelles en Industrial Molinera, en la calle El Oro, a lo que el Concejo Cantonal resolvió retirarlos previa expropiación, por lo que el magnate Noboa  acudió al Banco de América, que había aprobado el empresto a favor de la Municipalidad de Guayaquil para la obra, y mediante presiones financieras provocó la anulación del préstamo.

### Matrimonio y descendencia
Contrajo matrimonio con Laura Delgado con quien procreó a Sonia, Bruno, Mario y Laura Perrone Delgado.

### Deceso
Falleció de complicaciones hepáticas, en Guayaquil, el 1 de marzo de 1994.

### Vía en su honor
En su natal Guayaquil, existe una calle que lleva su nombre.